# GOLD CD
GOLD CD (24K GOLD CD)は、蒸着膜に通常のアルミニウムではなく、金（24K）を使用したコンパクトディスク。
通常のCDと全く変わりなくCDプレイヤー等で再生できる。

## 概要
1986年頃に、日本のウルテック社が世界で初めて開発に成功。
　
1987年には、米のMobile Fidelity Sound Lab社が、Ultradiscという商標で、世界初の24KのGOLD CDソフトを発売する（ちなみに同社の同CDの発売当初は、同CDのプレス、製造は上記の日本のウルテック社が行なった）。
ゴールドディスクとも言われる（セールスの賞のゴールドディスクではない）。
通常のCDの反射膜に使われているアルミニウムと比べ、金は粒子が小さく、その分、レーザーが反射した際におけるデジタル波形歪が少なくなるため、反射膜にアルミニウムを使用した通常のCDに比べ音質が良いと言われ（もっともデジタル信号である以上、波形歪がデータに影響することは原理的にあり得ない）、酸化による腐食に対する耐性に於いて金はアルミニウムよりも断然優れているため、保存性にも優れているという特徴がある。
日本では主に1988年～1989年に通常CDとは別にGOLD CDを発売していた時期があった。
海外ではピンク・フロイドなどが初期に発売、最近でもディープ・パープルなどがGOLD CD仕様でCDを発売している。
米では、様々なレコード会社からオリジナル・マスター・テープを借り受けて独自のマスタリングを施した高音質ソフトを、タイトル毎に期間限定で発売しているMobile Fidelity Sound Lab社やDCC Compact Classics社のCDソフトは、原則としてこの24K GOLD CDにて発売している。
数は少ないが、GOLD CD仕様のCD-ROMも存在する。例として、富士通が発売した『フリーウェアコレクション3』の特別版（同作へ作品を提供した作者に配布された版）及び『フリーソフトウェアコレクション10』の初回プレス版はGOLD CD仕様だった。

## その他
金の代わりに銀を使ったCDも存在。この場合SILVER CDやシルバーディスクとは呼ばれず、メーカーによるが、主に銀蒸着という表現が使われており、ソニー・ミュージックが特に制作・販売に注力している。
一部のクラシックCDの初回盤版や大滝詠一の「ナイアガラ・ムーン」30周年記念盤の初回盤などが銀蒸着仕様になっている。